# Körpererleben
Körpererleben ist die Gesamtheit der Wahrnehmungen und Vorstellungen vom eigenen Körper. Wesentliche Aspekte des Körpererlebens sind körperbezogene Perzeption, affektive Emotion, Kognition und Bewusstheit.

## Perzeption
Die körperbezogene Perzeption beinhaltet:
Das Körperempfinden in Form der intero- und exterozeptive Wahrnehmung der physischen Realität des eigenen Körpers, wodurch unterhalb der Ebene des Bewusstseins Automatismen bzw. Reaktionsweisen ausgelöst werden.
Das Körperschema, die Wahrnehmung von der Gestalt des Körpers in seiner Ausdehnung und der Lage im Raum. Das Körperschema hat im Sinne eines plastischen Modells eine basale Funktion bei der Lokalisation des Körpers, der Steuerung der Motorik im Raum und der Orientierung am Körper.

## Emotion
Die körperbezogene affektive Emotion beinhaltet positive körperbezogener Gefühle wie Körperzufriedenheit, Ganzheitsempfinden, leibliche Vitalität und Gefühle wie Schamgefühl und Stolz. Die Zufriedenheit mit dem eigenen Körper und die damit eng verknüpfte Selbstakzeptanz werden maßgeblich von emotionalen Kategorien (Lust-Unlust-Gefühle), insbesondere in Abhängigkeit von körperlicher Gesundheit/Unversehrtheit geprägt.

## Kognition
Die körperbezogene Kognition beinhaltet:
Das Körper-Ich, welches Abgrenzung von innen und außen, Unterscheidung zwischen Selbst und Nicht-Selbst, die leibliche Integrität, Kohärenz und leibliche Identität beinhaltet. Es übernimmt zudem eine regulierende Schlüsselrolle in der Bewertung sensorischer und anderer erlebnisbezogener Stimuli im Sinne einer grundsätzlichen Unterscheidung zwischen Lust und Unlust; es organisiert und modifiziert intentionell das gerichtete Bewegungsverhalten und die körperliche Beziehung zu anderen.
Das Körperbild, welches die Vorstellung vom eigenen Körper in Form von formalem Wissen, Phantasien, Gedanken, Einstellungen, Bewertungen und Bedeutungszuschreibungen basierend auf Interpretation und Motivation beinhaltet. Diese Aspekte sind abhängig von sozialen sowie kulturellen Einflüssen und vornehmlich über zwischenmenschliche und biographische Faktoren zu erfassen.

## Bewusstheit
Die Körperbewusstheit beinhaltet das Gewahrsein der eigenen Leiblichkeit in all ihren Aspekten und Ausprägungen. Diese Integrationsleistung führt zu einer reflektierten Körpererfahrung, die wiederum korrigierend auf die anderen Teilaspekte des Körpererlebens einwirkt.